# Göteborg Marvels
Die Göteborg Marvels sind ein schwedisches American-Football-Team aus Göteborg.

## Geschichte
Die Göteborg Marvels entstanden 2005 durch den Zusammenschluss der Göteborg Mustangs und den Göteborg Giants. In ihrer ersten Saison 2005 hatten die Marvels zwei Herrenteams im Spielbetrieb, das A-Team erreichte in der Superserien den dritten Platz und scheiterte im Halbfinale der Play-offs an den Carlstad Crusaders. Das B-Team trat in der Division II Västra an und erreichte dort den dritten Platz. Das U-19-Juniorenteam erreichte das Endspiel um die schwedische Meisterschaft, verlor allerdings gegen die Gefle Red Devils mit 0:48.
Das Folgejahr begann mit inneren Querelen, die darin endeten, dass die Marvels im Seniorenbereich nur noch mit ihrem Division-II-Team antraten und das A-Team aus der Superserie zurückzogen. Das Team erreichte ohne Niederlage die Meisterschaft und auch das Aufstiegsqualifikationsspiel gegen die Ystad Rockets konnte knapp 18:14 gewonnen werden. Im Juniorenbereich gingen ein U-19- und ein U-16-Team an den Start.
2007 starteten die Marvels in der Division I und etablierten sich schnell, am Ende stand ein zweiter Tabellenplatz zu Buche was die Play-offs bedeutete. Dort konnte sich das Team zunächst gegen Djurgårdens IF mit 12:7 durchsetzen und im Finale die STU Northside Bulls 14:0 besiegen, denen man in der regulären Saison noch mit 6:20 unterlegen war. Im Juniorenbereich gingen erneut ein U-19- und ein U-16-Team an den Start, zudem wurde eine U-13 Mannschaft aufgebaut.
2008 starteten die Marvels wieder in der Superserie, mussten sich aber mit nur drei Siegen aus zwölf Spielen mit dem vorletzten Tabellenplatz zufriedengeben. Das bedeutete ein Relegationsspiel gegen den Zweitplatzierten der Division I, die Örebro Black Knights, um den Verbleib in der Superserie. Auf eigenem Platz konnte man sich 13:6 durchsetzen und so die Klasse für 2009 sichern. Im Jugendbereich  bestritten U-19, U-15 und U-13 Spiele.
Vor der Saison 2009 zogen sich die Marvels freiwillig aus der Superserie zurück und starteten in der Division I.